# كارلو دي بيترو
كارلو دي بيترو (بالإيطالية: Carlo De Simone)‏ هو سياسي إيطالي، ولد في 4 مارس 1885، وتوفي في 1951 في إيطاليا. حزبياً، نشط في الحزب الوطني الفاشي.